# 品川氏繁
品川 氏繁（しながわ うじしげ、? - 嘉永3年8月29日（1850年10月4日））は、江戸時代後期の高家旗本。旗本・松平近礼の子。通称は銀次郎、内記。官位は従五位下、侍従・豊前守。
文化11年（1814年）3月4日、品川高尚の死去により、末期養子として家督を相続する。文政5年（1822年）12月15日、将軍徳川家斉に御目見する。天保11年（1840年）8月20日、高家職に就任し、従五位下・侍従・豊前守に叙任する。嘉永3年（1850年）8月29日死去、年齢不詳。

## 系譜
- 父：松平近礼
- 母：不詳
- 養父：品川高尚
- 妻：不詳
- 子女
  - 男子：品川銀次郎 - 品川氏恒の養子
- 養子：品川氏恒 - 戸田氏倚の四男